# Le Pré-d’Auge
Le Pré-d’Auge – miejscowość i gmina we Francji, w regionie Normandia, w departamencie Calvados.
Według danych na rok 1990 gminę zamieszkiwały 654 osoby, a gęstość zaludnienia wynosiła 61 osób/km² (wśród 1815 gmin Dolnej Normandii Le Pré-d’Auge plasuje się na 344. miejscu pod względem liczby ludności, natomiast pod względem powierzchni na miejscu 459.).